# جاش تیلور (بوکسور)
جاش تیلور (انگلیسی: Josh Taylor؛ زادهٔ ۲ ژانویهٔ ۱۹۹۱) بوکسور اهل اسکاتلند]] است.